# Enceinte de Saint-Macaire
L'enceinte de Saint-Macaire est un ensemble de vestiges de fortifications d'agglomération situé  dans le département français de la Gironde, sur la commune de Saint-Macaire, en France.

## Localisation
Les vestiges de l'enceinte sont disséminés autour du centre-ville.

## Historique
La ville fortifiée de Saint-Macaire est établie sur un éperon rocheux faisant face à la Garonne et la défense de la cité a nécessité une enceinte qui a été construite au XIIIe siècle. Cette enceinte a en grande partie disparu et les remparts qui subsistent jouent encore leur rôle de soutènement au sud de la cité, essentiellement sous l'église Saint-Sauveur-et-Saint-Martin, le cloître et le château de Tardes.

A l’origine, les trois enceintes ont une hauteur de dix mètres, avec à leur sommet des créneaux et des meurtrières

### Première enceinte
La première enceinte, d’une superficie de 5,40 ha, part de la rue du Port-Nava, arrive à la porte de Thuron puis à la porte d’Yquem (ou de Crespignan) à l’extrémité de la rue du même nom. L’enceinte continue dans la direction est-ouest, arrive à la porte de Benauges, puis direction sud-ouest vers la Porte d’Aulède à l’entrée de la rue La Nau puis direction sud-est vers la Porte-Neuve. Le mur tourne ensuite vers le sud et rejoint le château.
La porte du Thuron, dite aussi porte du Mercadiou, à l'est de la vieille ville, est classée au titre des monuments historiques par arrêté du 6 novembre 1915.

La porte de Benauge, dite aussi porte de l’Hôtel-de-Ville  ou porte de Cadillac, au nord de la vieille ville, est inscrite par arrêté du 12 janvier 1931 et l'ensemble des autres éléments de l'enceinte l'ont été par arrêté du 27 mars 1991.
Deux portes n'existent plus : La Porte d’Aulède ou Porte de l’Hôpital ou Porte Buffeyra (XV°s) ou porte de La Nau (fin XIV°s), était située à l’ouest de l’entrée actuelle de la rue La Nau. La Porte-Neuve a été bâtie fin XIVe siècle, en même temps que la courtine qui relie la Porte d’Aulède au château.

### Deuxième enceinte
La seconde enceinte d’une superficie est de 1,23 ha entoure le faubourg du Thuron au nord-est de la ville.

### Troisième enceinte
La troisième enceinte, d’une superficie de 0,94 ha, comprend le faubourg Rendesse au sud-ouest de la ville. Elle comprend la porte Rendesse à l'ouest.

## Rôle défensif de l’enceinte de Saint-Macaire
L’enceinte fortifiée de Saint-Macaire, avec la maison forte de Tardes comme point d’ancrage, atteint sa pleine extension avec l’apogée économique de la cité à la fin du XIIIe siècle. Située à la porte du Bordelais, la cité surveille la navigation sur la Garonne, peu sûre pour les mariniers transportant blé et vin.
Au cours de la guerre de Cent Ans, les remparts et le château sont le siège d’affrontements entre Français et Anglais : En 1325, Édouard II, roi d’Angleterre, engage les jurats de Saint-Macaire à se défendre vigoureusement et à repousser les Français qui ont envahi son duché d’Aquitaine . Puis, en 1336, c’est Raoul I de Brienne, connétable de France, qui est devant Saint-Macaire défendu par Bernard Ézi II d’Albret, homme d’Édouard III roi d’Angleterre. Saint-Macaire est occupée par les Français puis, redevenue anglaise, est à nouveau assiégée par le duc d’Anjou et le connétable du Guesclin en 1377 « bon nombre d’escarmouches eurent lieu aux barrières ». Face aux menaces du duc d’Anjou, les macariens sont obligés de capituler et le duc prend possession du château. Après ce siège qui avait démantelé la ville, il faut réparer les murs de la Porte-Neuve qui ont le plus souffert .
En 1420, Henri V d’Angleterre envoie les Bordelais assiéger Saint-Macaire ; ces derniers employèrent plusieurs engins dont une bombarde qui lançait des boulets de pierre de 800 livres. Le siège dura un mois et fut meurtrier, obligeant les habitants et leur capitaine Guillaume Marcelhe, à capituler.
En 1453, à l’arrivée de Talbot en Guyenne, Saint-Macaire se remet sous la bannière anglaise pour éviter d’être totalement détruite. Mais les Français, avec à leur tête Xaintrailles, assiègent la ville qui se défend jusqu’à la dernière extrémité.
En 1562, à l’époque des guerres de Religion, Saint-Macaire est assiégée par Symphorien de Durfort seigneur de Duras qui, à la tête de 200 cavaliers et mille hommes à pied ralliés au protestantisme, demande aux jurats de Saint-Macaire un laisser-passer pour rejoindre la reine de Navarre. Cette troupe, arrivée en descendant la Garonne sur neuf bateaux ou couraux campe à la Croix-des-Gabots. Duras se présente Porte-Neuve, menace de donner l’assaut à la ville si on ne lui ouvre pas les portes pour y loger sa troupe. Les soldats de Duras dressent deux échelles contre les murs mais les habitants les repoussent avec énergie. Duras fait mettre le feu à deux portes au moyen de charrettes de foin, de paille et de bois. La majeure partie de la troupe protestante entre par les portes brûlées et se livre au pillage et au massacre des habitants.
En 1630, une terrible peste sévit aux environs de Saint-Macaire et les portes gardées et la muraille sont les seuls remparts qu’ont les habitants face à la propagation de l’épidémie .
En 1649, Saint-Macaire subit les contrecoups des heurts entre la Fronde du parlement et le duc d’Épernon, gouverneur de Guyenne. La ville, acquise aux idées du parlement, est assiégée	 par le duc d’Épernon. Ce dernier écrit au cardinal Mazarin qu’il commence à « battre les murailles » et qu’une brèche est faite, mais elle correspond, dans la ville, « à une cave aussi profonde qu’un précipice » . Le 13 décembre 1649, le duc d’Épernon reprend Saint-Macaire après un assaut de 9 heures de batterie.

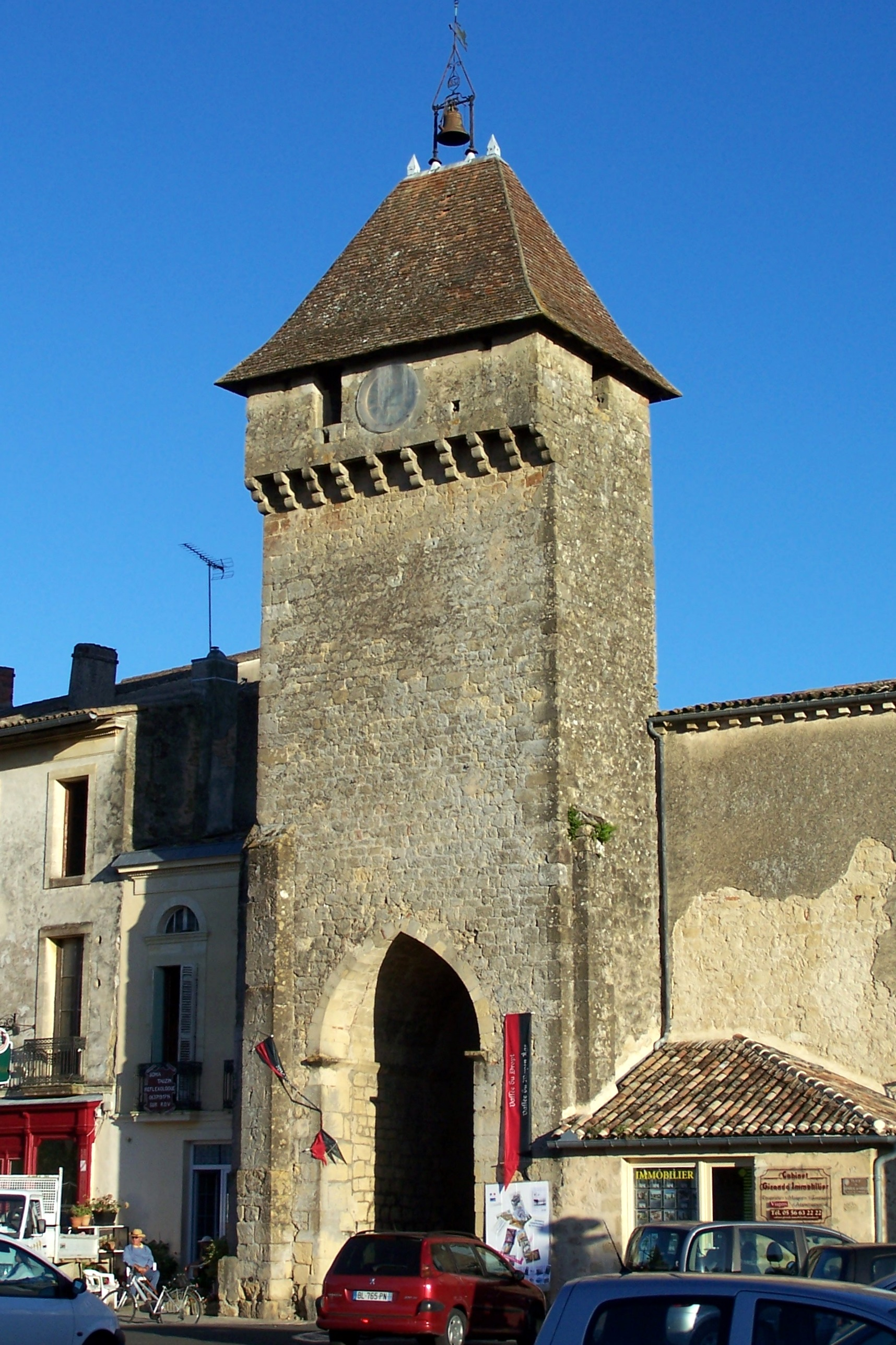
La porte de Benauge (sept. 2011)
44° 33′ 54,1″ N, 0° 13′ 37,2″ O
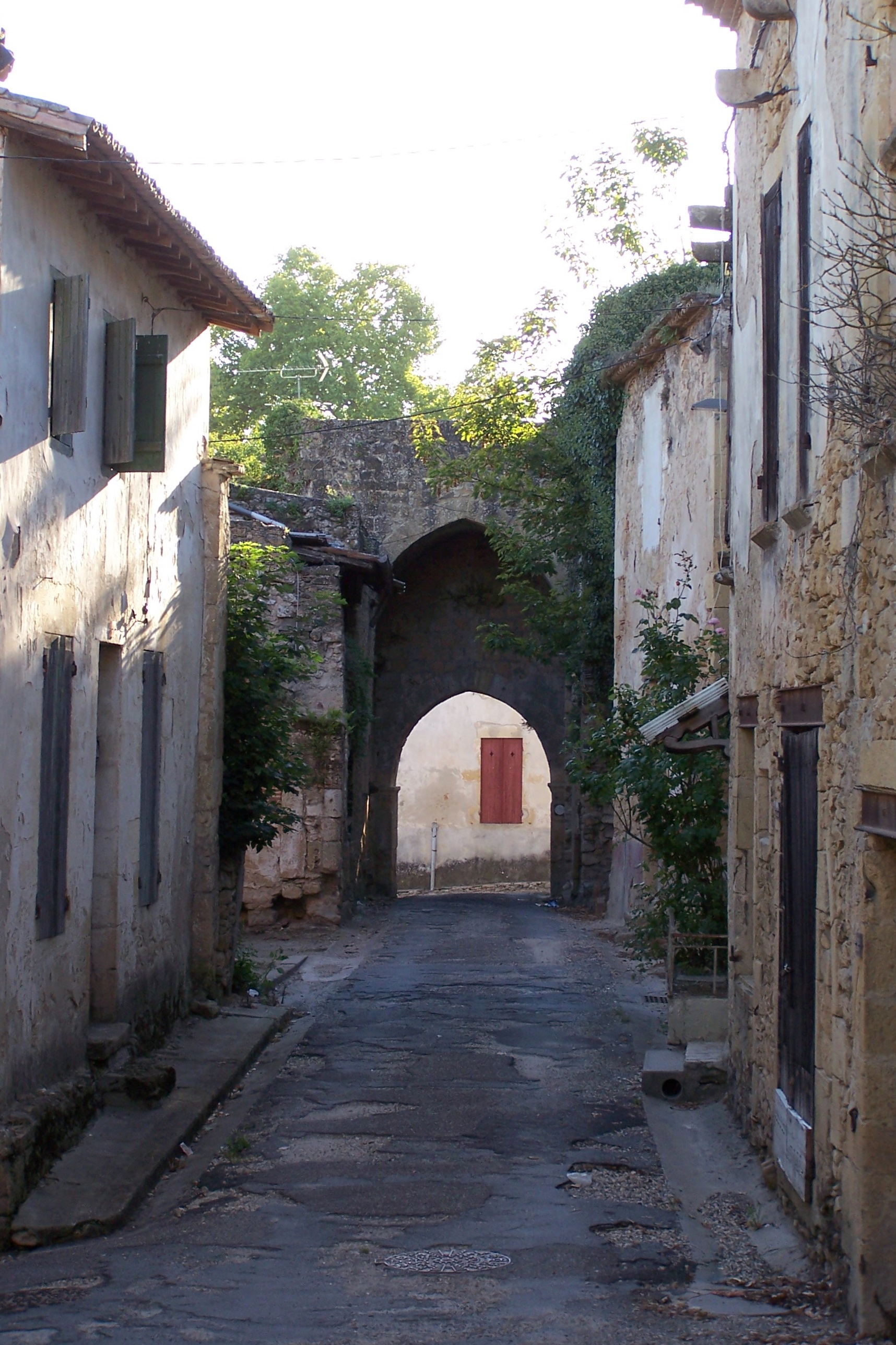
La porte Rendesse (sept. 2011)
44° 33′ 44,8″ N, 0° 13′ 46,1″ O
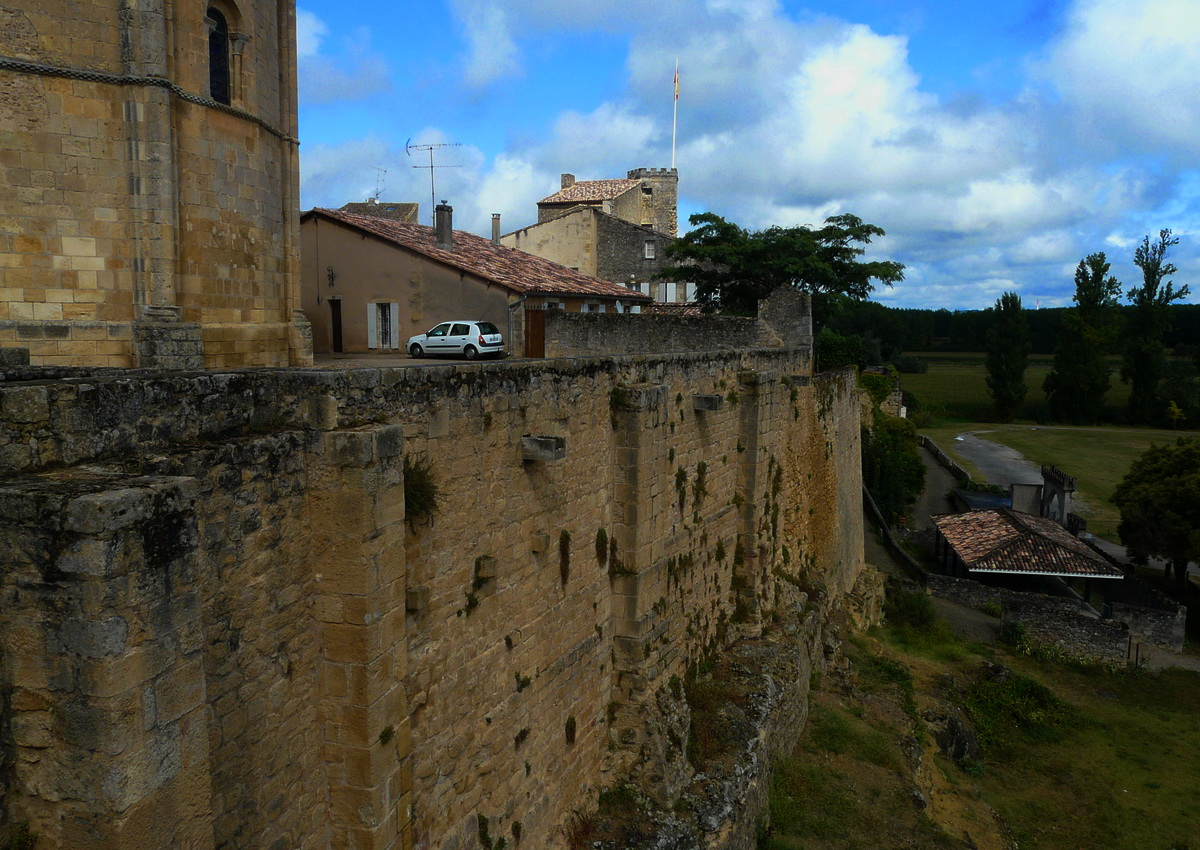
Remparts sous l'église et le cloître (avr. 2011)
44° 33′ 48,7″ N, 0° 13′ 32,9″ O
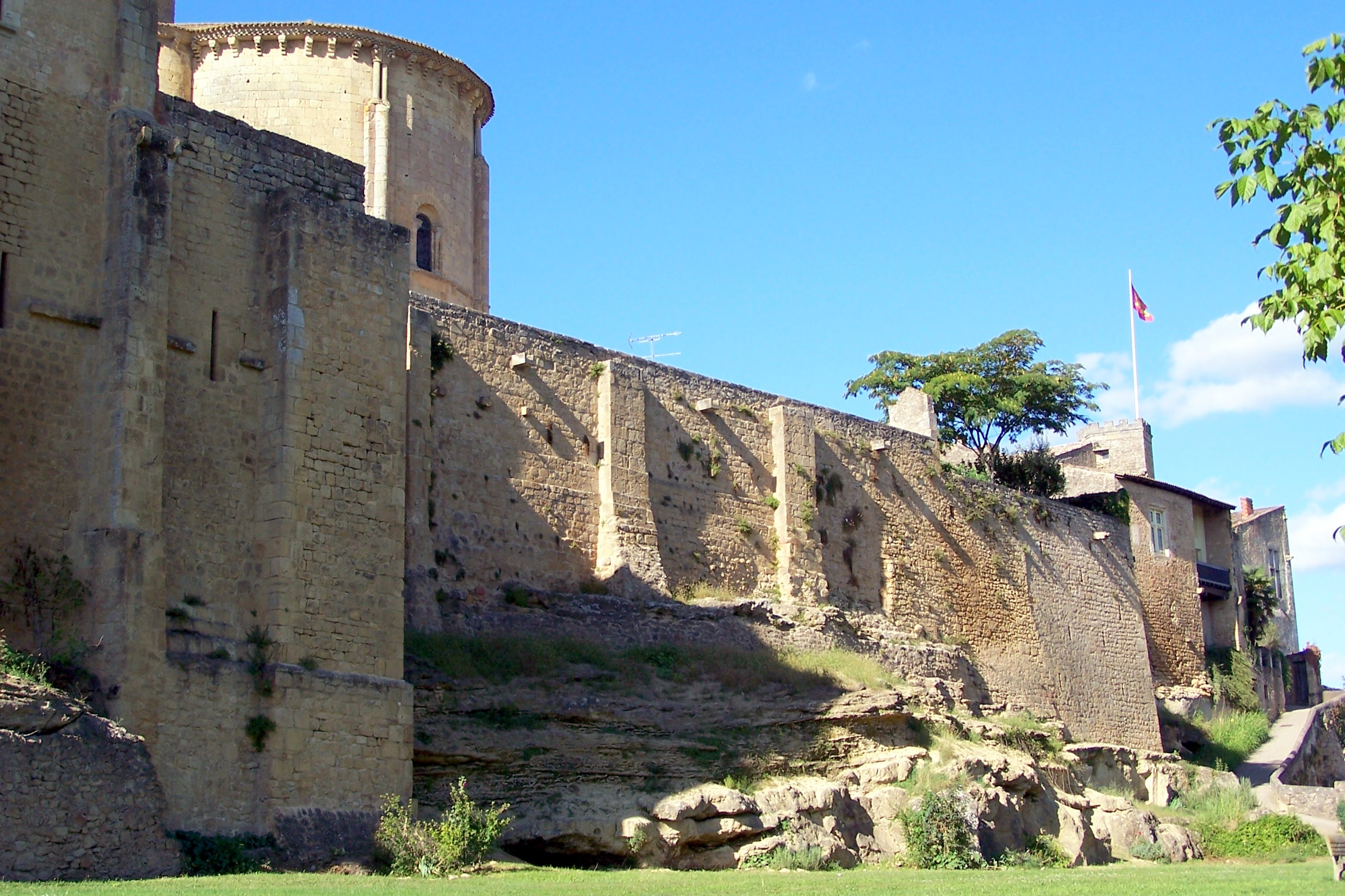
Remparts sous le château (sept. 2011)
44° 33′ 50,5″ N, 0° 13′ 28,6″ O
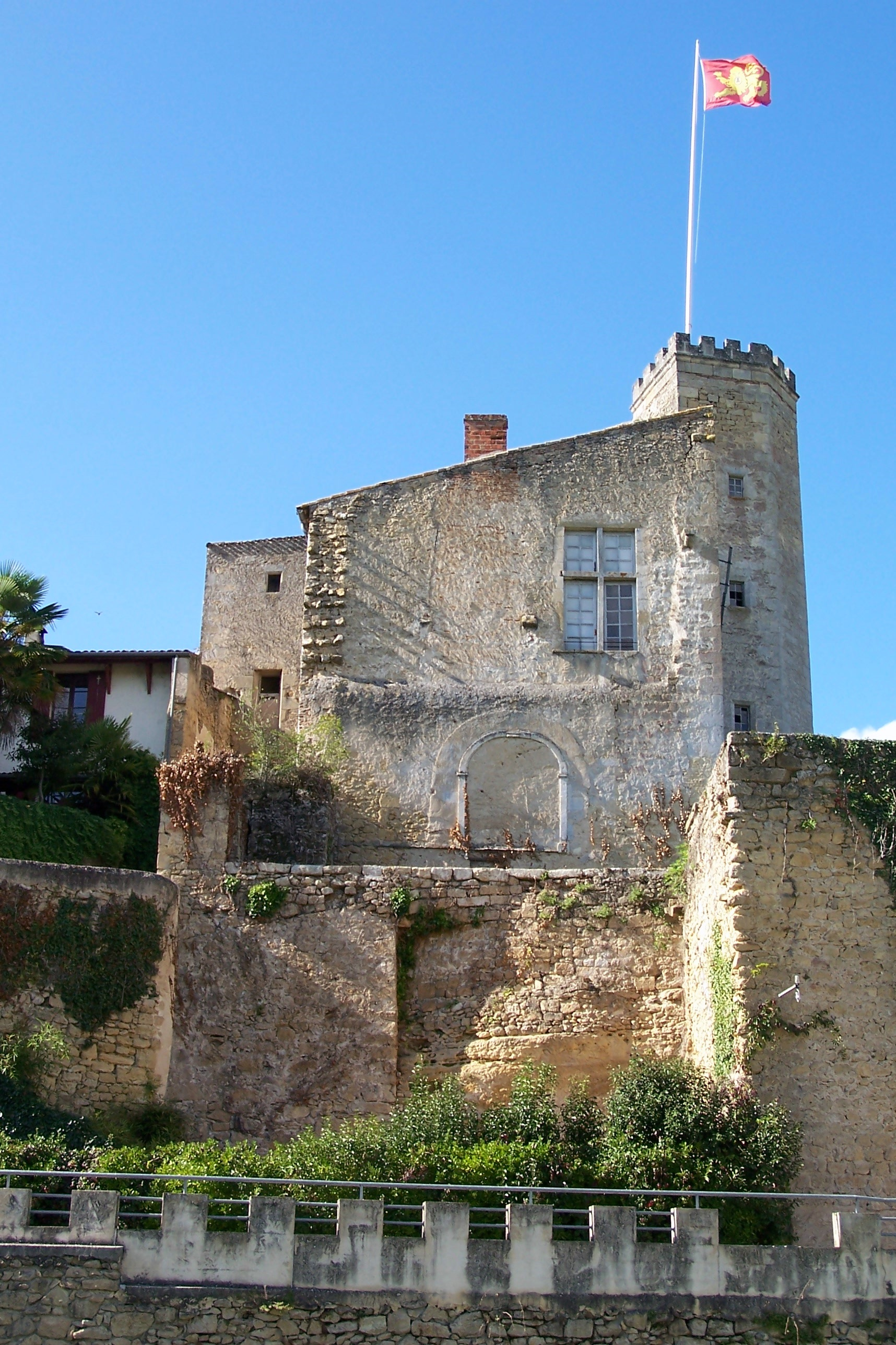
Château de Tardes rue du Port Nava, au coeur de la ville de Saint-Macaire.

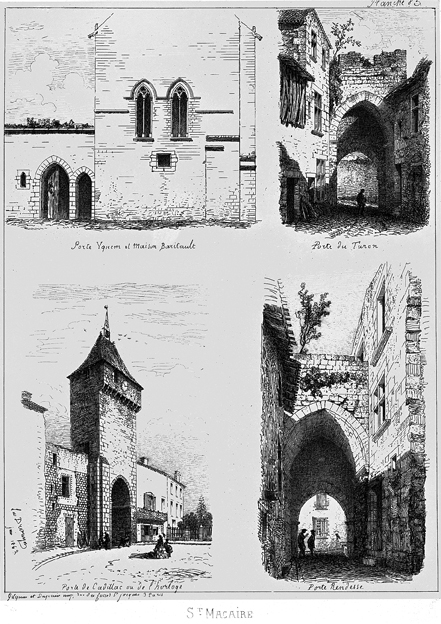
Les portes (1862)
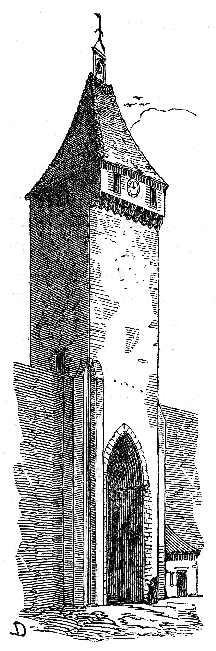
La porte de Benauge (1861)
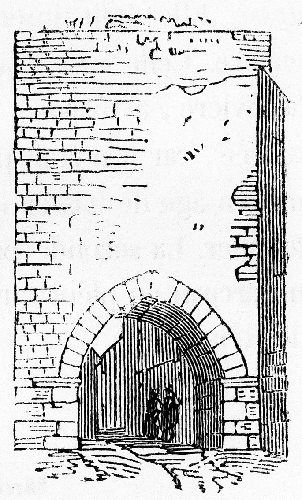
La porte Rendesse (1861)
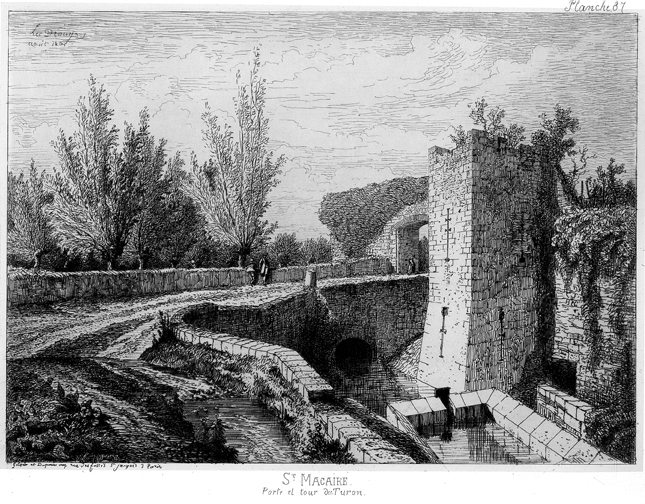
La porte du Thuron (1862)
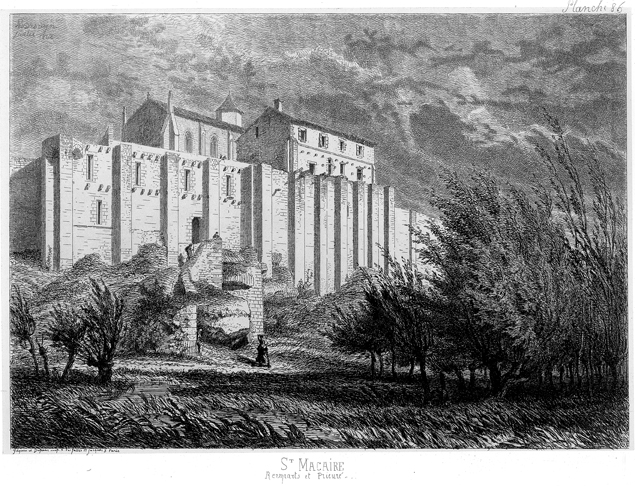
Les remparts (1862)